# اکوپارک کوآکاتا
اکوپارک کوآکاتا (به لاتین: Kuakata Ecopark) یک منطقه حفاظت‌شده در بنگلادش است که در ناحیه پتوکالی واقع شده‌است.